# Emil Dziedzic
Emil Dziedzic pseud. Emil (ur. 31 stycznia 1914 w Ochmanowie, zm. 15 października 1943 w Krakowie) – polski pisarz, poeta i publicysta, działacz ZMW „Wici”, SL, KPP, współzałożyciel organizacji „Polska Ludowa”, sekretarz Komitetu Okręgowego PPR na Podkarpaciu.

## Życiorys
Od 1933 działał w ZMW „Wici” i SL, a wkrótce wstąpił do KPP. Należał do najaktywniejszych działaczy w Krakowskiem. Pisał wiersze o tematyce rewolucyjnej i rozpoczął pisanie wielotomowej powieści o tematyce chłopskiej (z tego powodu Tadeusz Boy-Żeleński powiedział o nim jako o „rosnącym talencie na miarę Reymonta”). Na początku okupacji niemieckiej brał udział w zebraniach byłych KPP-owców, po czym wyjechał do zajętego przez ZSRR Lwowa, gdzie pracował w redakcji kolaboracyjnego pisma „Nowe Widnokręgi”. 
Do Krakowa wrócił w sierpniu 1941, po wybuchu wojny niemiecko-sowieckiej. Działał w komunistycznej organizacji konspiracyjnej wydającej pismo „Polska Ludowa”, wraz z którą w lutym 1942 przystąpił do PPR. Organizował komórki PPR i placówki, garnizony, grupy wypadowe i oddział partyzanckie GL. Współredagował „Trybunę Ludową” – organ prasowy krakowskiego Komitetu Obwodowego PPR. Od połowy 1942, gdy w pole wyszły pierwsze oddziały partyzanckie GL na tym terenie, swoją twórczość poświęcił głównie życiu i walce partyzanckiej; napisał m.in. popularną pieśń żołnierzy GL „Szumią lasy, szumią gaje”. Wkrótce został mianowany sekretarzem okręgowym PPR na Podkarpaciu. Na tym stanowisku skupiał się na rozbudowie struktur PPR i oddziałów GL. 
21 października 1942 został aresztowany przez hitlerowców wraz z żoną i innymi działaczami PPR i GL, a rok później rozstrzelany w publicznej egzekucji w grupie 30 osób. W 1948 pośmiertnie odznaczony Orderem Krzyża Grunwaldu III klasy.

## Upamiętnienie
W Krakowie do 2017 istniała ulica jego imienia, nowym jej patronem został Marek Eminowicz.